# Vitesse du son

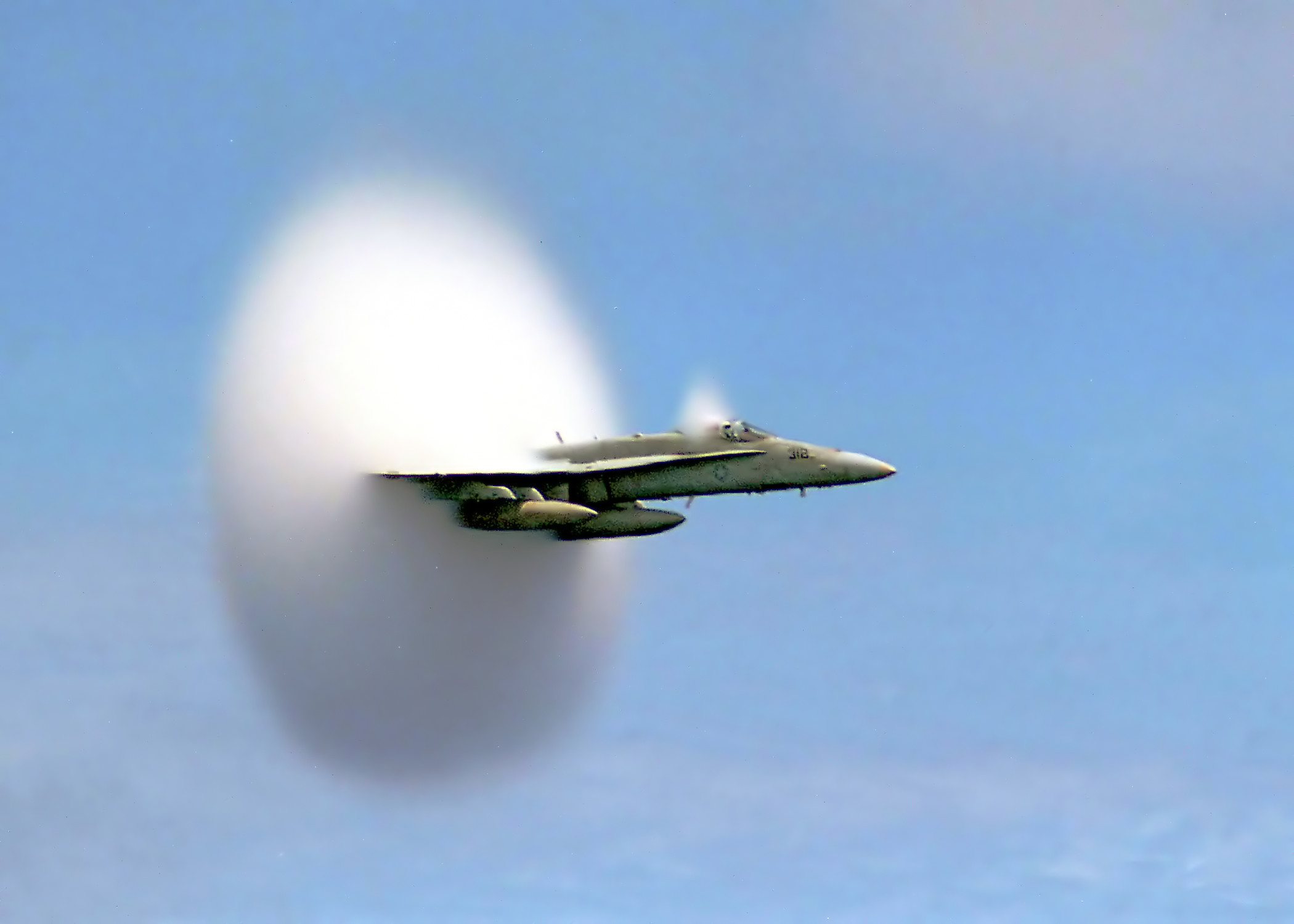
Un F/A-18 Hornet se déplaçant à une vitesse proche de celle du son lors d'un passage dans une zone de condensation d'air humide.

La vitesse du son, ou célérité du son, est la vitesse de propagation des vibrations dans tous les milieux gazeux, liquides ou solides. Elle peut être déterminée pour des matériaux autres que l'air, dans lesquels le son ne peut être perçu par l'oreille humaine.
Dans un fluide quelconque, quelles que soient les conditions de pression et température, la vitesse du son dépend de la compressibilité isentropique et de la masse volumique du milieu de propagation de l'onde. Dans la plupart des fluides, et notamment dans l'air, elle dépend très peu de la fréquence et de l'amplitude de la vibration.
Pour les gaz sous des pressions proches de la pression atmosphérique, le modèle des gaz parfaits est applicable. La vitesse du son ne dépend alors que de la température. La formule {\displaystyle c=20{,}05\,{\sqrt {T}}} en donne une approximation dans l'air sec en m/s, avec {\displaystyle T} la température en kelvins. La vitesse du son dans l'air à 15 °C au niveau de la mer est d'environ 340 m/s (soit 1 224 km/h). Dans l'eau, le son se propage plus de quatre fois plus vite, à environ 1 500 m/s (soit 5 400 km/h). Dans le fer doux, la vitesse du son est d'environ 5 960 m/s (soit 21 456 km/h).

## Historique
Depuis l'Antiquité, on conçoit que le son se déplace rapidement, mais pas instantanément. Le phénomène de l'écho a nourri les premiers raisonnements : si la propagation du son était instantanée, on ne pourrait distinguer le son initial du son réfléchi sur une paroi ; et si le retard était dû à la paroi, il ne dépendrait pas, comme on le constate, de la distance. On vérifie aussi que cette vitesse ne dépend pas des qualités du son : fort ou faible, grave ou aigu, le retard est toujours le même. Enfin, le phénomène de l'écho fait également penser à la réflexion de la lumière sur un miroir, ou aux ondes à la surface de l'eau frappée par une pierre,.
Mersenne évalue en 1635 la vitesse du son dans l'air à 230 toises par seconde (soit 448 m/s), valeur que cite Gassendi, qui montre que les sons graves et aigus se propagent à la même vitesse,, mais estime que le son réfléchi ne se propage pas à la même vitesse, trouvant pour celui-ci 162 toises par seconde (315 m/s). Il n'indique pas son mode opératoire,. Durant les XVIIe et XVIIIe siècles, les expériences de Halley, de Boyle, de Cassini, de Huygens et autres, basées sur la différence de temps de propagation entre la lumière et le son, produisent des valeurs proches.
Galilée explique le son par des « plissements » de l'air, qui se communiquent de proche en proche sans déplacement d'ensemble, où ses contemporains ne concevaient que la transmission par une particule matérielle se déplaçant à grande vitesse sur toute la trajectoire du son. Newton précise cette notion ; il applique au son, considéré comme mouvement d'une perturbation consistant en une succession de compressions et de détentes de l'air, les principes du calcul infinitésimal pour déterminer, le premier, la vitesse du son à partir des caractéristiques de l'air.
À la fin du XVIIe siècle, l'Acoustique de Sauveur explique la vibration de l'air dans les tuyaux des instruments de musique à vent. Comme cette vibration dépend de la vitesse de propagation du son, elle constitue un autre moyen de l'établir. L'accord des tuyaux est bien connu des facteurs d'instruments, les lois de la vibration des cordes et des diapasons, qui peut s'observer à des cadences bien inférieures, fournissent des bases de comparaison, et la méthode des battements un moyen de mesure précis, et le calcul donne les mêmes résultats.
On procède à plusieurs expériences au cours du siècle suivant, en tirant des coups de canon la nuit et en mesurant à distance la durée entre la perception de la lumière émise par la flamme à la bouche du canon et la perception du son. Le prestige de Newton est considérable, et l'on ne dispose alors d'aucune autre théorie que la sienne ; néanmoins, les vitesses déduites de ces expériences, qu'on refait à plusieurs reprises, sont toujours supérieures de 16 % environ à celle que l'on obtient avec sa formule,,.
En 1738, l'Académie des sciences française charge MM. de Thury, Maraldi et l'abbé de la Caille d'organiser des nouvelles expériences,. Ils font leurs opérations sur une ligne de 14 636 toises (soit 28,5 km) qui a pour termes la tour de Montlhéry et la pyramide de Montmartre. Ils concluent que :
1. Le son parcourt 173 toises (337,2 m) en une seconde de temps, de jour et de nuit, par un temps serein ou par un temps pluvieux ;
2. S'il fait un vent dont la direction est perpendiculaire à celle du son, celui-ci a la même vitesse qu'il aurait par temps calme ;
3. Mais si le vent souffle dans la même ligne que parcourt le son, il le retarde ou l'accélère selon sa propre vitesse ;
4. La vitesse du son est uniforme, c'est-à-dire que dans des temps égaux et pris de suite, il parcourt des espaces semblables ;
5. L'intensité ou la force du son ne changent rien à sa vitesse.

Cette expérience est rapportée par l'abbé Nollet qui, dans le même ouvrage, démontre que « le son décroît comme le carré de la distance qui augmente ».
En 1816, Laplace, montre que l'hypothèse de Newton selon laquelle le son est un processus isotherme est erronée, et qu'il s'agit d'un processus adiabatique ; il conclut :
« La vitesse du son est égale au produit de la vitesse que donne la formule newtonienne, par la racine carrée du rapport de la chaleur spécifique de l'air sous une pression constante, à sa chaleur spécifique sous un volume constant. »
En 1822, Arago et Prony réalisent de nouvelles expériences, sur ordre du Bureau des longitudes. Ils utilisent des coups de canons croisés entre Villejuif et Montlhéry tirés en même temps. De cette manière, les expérimentateurs espèrent limiter les perturbations dues à l'hygrométrie, à la vitesse du vent, à la pression et à la température. De plus, des chronomètres plus précis sont utilisés. Les expériences ont lieu dans les nuits du 21 et 22 juin 1822. Ils obtiennent la valeur de 341 m/s à une température de 15,9 °C. Après correction, la vitesse à 0 °C est de 331 m/s. Cette valeur est compatible avec la formule de Laplace.
Au tournant du XIXe siècle, Young, Laplace et Poisson relient la vitesse du son à l'élasticité du milieu. Pour vérifier ces calculs théoriques, Biot mesure en 1808 la vitesse du son dans les solides ; en 1826, Colladon confirme la valeur prévue pour l'eau à 0,5 % près par des expériences dans le lac Léman,.
Les publications s'intéressent aussi à des sujets moins techniques. Dès le XVIIe siècle, Mersenne pose la question « un boulet pourrait-il atteindre une personne avant qu'il ait entendu le son du canon qui l'a lancé ? ». Les projectiles atteindront une vitesse initiale supersonique à la fin du XIXe siècle. Au milieu du siècle suivant, la question se posera pour l'aviation, avec le franchissement de ce qu'on appelle le mur du son.
Le problème de la détermination de la vitesse du son a été fondamental dans l'établissement des bases de l'acoustique.
Au XXe siècle, la mesure de la vitesse du son dans un matériau sert à calculer son module d'élasticité, tandis qu'en milieu naturel, elle sert à évaluer la température moyenne de lieux inaccessibles, comme les profondeurs océaniques.[réf. nécessaire]

## Définition
La vitesse du son peut se définir rigoureusement de deux manières :
Vitesse de groupeLa vitesse de groupe du son est le quotient de la distance que parcourt un ébranlement sonore par le temps nécessaire à son arrivée. Les premières évaluations de la vitesse du son dans l'atmosphère et dans l'eau ont été réalisées à partir du calcul topographique des distances et du chronométrage du délai entre la transmission de la lumière, supposée instantanée, et celle du son.
Vitesse de phaseLa vitesse de phase est le quotient de la longueur d'onde par la période de la vibration. Cette définition implique que le son ne comporte qu'une seule fréquence. Ce quotient équivaut au produit de la longueur d'onde par la fréquence, qui est l'inverse de la période, ou encore au quotient de la pulsation (en radians par seconde) par la norme du vecteur d'onde (en radians par mètre), dont l'usage est plus commode dans certains calculs de la physique. Elle se mesure en déterminant la fréquence d'une onde stationnaire dans un tuyau. Dans cet espace, dont la longueur domine les autres dimensions, la vitesse de phase et la longueur déterminent l'onde stationnaire qui constitue la résonance. Cette méthode de mesure, implicite dans le calcul d'un tuyau d'orgue, est la seule praticable quand le milieu ne se trouve pas en grande quantité dans la nature.
Ces deux vitesses ne diffèrent que dans un milieu dispersif, c'est-à-dire dans lequel la vitesse de propagation dépend de la fréquence. Dans l'air, comme dans tout fluide homogène, elles sont pratiquement égales, quels que soient les caractères du son, qu'il soit puissant ou faible, grave ou aigu.

## Méthodes de mesure

### Mesure d'un temps de propagation
En envoyant depuis un émetteur des impulsions sonores et en les détectant à une certaine distance, on peut mesurer le temps que met l'impulsion à parcourir la distance séparant les deux équipements. Cela revient à mesurer la vitesse de transmission de l'énergie sonore, c'est-à-dire la vitesse de groupe.
Ce procédé simple montre ses limites dès qu'on désire effectuer une mesure précise. L'incertitude de mesure sur chacun des deux termes du quotient se répercute sur le résultat.
Les expériences historiques ont été effectuées en milieu naturel. Dans l'atmosphère, les différences de température et de vitesse du vent entre les couches de l'atmosphère provoquent une réfraction de l'onde sonore. Le son parcourt donc une distance légèrement supérieure à celle entre le point de départ et le point de mesure. Si cette distance est faible, le milieu est à peu près homogène et la déviation est négligeable ; mais il faut savoir mesurer avec précision de courtes durées.
Si on effectue la mesure au moyen d'un guide d'ondes, il faut être sûr que la paroi du tuyau acoustique ne participe pas à la propagation, soit en conduisant la vibration plus vite que l'air, soit en réagissant avec lui pour la ralentir.
La mesure dans un milieu solide, sous pression ou à haute température est difficile avec ce procédé.

### Mesure de la fréquence et de la longueur d'onde
En mesurant la longueur d'onde du son et en la multipliant par sa fréquence on obtient sa vitesse. Cela correspond à la vitesse de phase. Plusieurs méthodes le permettent.
Dans un instrument à vent comme un sifflet, la note produite dépend de la longueur du tuyau. La note exprime la hauteur de la fréquence fondamentale du son. Cette fréquence est celle d'une onde stationnaire dans un tuyau, elle dépend du temps que la perturbation prend pour aller jusqu'à l'extrémité du tuyau et revenir à la source. Elle dépend donc de la vitesse de propagation dans le fluide qui remplit le conduit. La vitesse est homogène au rapport entre une longueur et un temps. Elle s'obtient ici par la multiplication de la longueur du tuyau par la fréquence fondamentale.
Joseph Sauveur, qui a inventé le terme « acoustique », tenait ce raisonnement dans les premières années du XVIIe siècle, mais les mathématiciens n'ont pas utilisé ses explications pour le calcul de la vitesse du son, les concepts de longueur d'onde et de phase étant mal établis ; ils ne le seront qu'au XIXe siècle avec les travaux de Joseph Fourier.
Dans un dispositif similaire à un tube de Kundt, un conduit est bouché à l'une de ses extrémités et couplé à un haut-parleur à l'autre. La pression acoustique issue de ce haut-parleur est réfléchie par le côté bouché du tube. Une onde stationnaire s'installe dans le tube si cette réflexion arrive au haut-parleur en phase avec la vibration du haut parleur. On en déduit que l'onde sonore a parcouru un aller-retour en une durée correspondant à un multiple de la période de la vibration. La longueur du tube est donc un multiple de la demi longueur d'onde. On peut s'assurer du nombre de longueurs d'onde dans le tube en déplaçant un microphone dans sa longueur pour détecter les ventres correspondant au maximum d'amplitude et les nœuds correspondant au minimum. En multipliant la longueur d'onde par la fréquence, on obtient la vitesse.
Si le tube est ouvert à l'autre extrémité, la pression acoustique issue du haut-parleur, ne trouvant plus de résistance, se transforme en vitesse acoustique sur l'ouverture. Une onde réfléchie repart en direction de la source. La résonance se produit si la longueur du tube est un multiple du quart de la longueur d'onde.
Cette mesure implique qu'on sache mesurer la fréquence, et que la paroi du tube n'interagisse pas notablement avec l'air.
On peut aussi réaliser des ondes stationnaires dans les liquides. Les ondes agissent sur la lumière de la même façon qu'un réseau optique. Il est donc possible, grâce à un montage optique, d'y mesurer la vitesse du son.
Dans les solides, il est impossible d'utiliser un microphone ; mais des capteurs en surface permettent la détection, et lorsque l'onde revient en phase sur le dispositif excitateur, elle change l'impédance mécanique à l'excitation, ce qui permet d'établir la fréquence de résonance pour un dispositif de la longueur considérée.

### Comparaison des méthodes
La différence principale entre ces deux méthodes est le résultat obtenu : d'une part la vitesse de phase et d'autre part la vitesse de groupe. La différence entre ces deux grandeurs n'est cependant visible que lorsque la dispersion du milieu est importante, ce qui est rarement le cas.

## Calcul de la vitesse du son dans différents milieux

### Principaux paramètres
Une onde sonore est une onde mécanique se propageant dans un milieu matériel qui se comprime et se relâche. En l'absence de tout milieu matériel, il n'y a donc pas de son dans le vide. Lors de la propagation d'un son dans un milieu, les particules de ce milieu ne se déplacent généralement pas à la vitesse de propagation de l'onde mais vibrent autour d'un point de repos. Dans les solides, les ondes transverses étant possibles, il peut même n'y avoir aucun déplacement des particules dans la direction de propagation de l'onde. Il ne faut pas confondre la vitesse du son avec la vitesse acoustique, qui est celle des particules matérielles constituant le milieu de propagation, dans leur très petit déplacement alternatif.
Les principaux facteurs influant sur la valeur de la vitesse du son sont la température, la masse volumique et la constante d'élasticité (ou compressibilité) du milieu de propagation :

La propagation du son est d'autant plus rapide que la masse volumique du milieu et sa compressibilité sont petites.
D'un milieu à l'autre, les deux paramètres changent. Dans l'hélium, dont la compressibilité est à peu près égale à celle de l'air, mais dont la masse volumique est, dans les mêmes conditions de température et de pression, bien plus faible, la vitesse du son est presque trois fois plus grande que dans l'air. Dans un gaz à pression atmosphérique, la vitesse du son est bien plus faible que dans un liquide : bien que la masse volumique du gaz soit bien plus faible, celui-ci est presque infiniment plus compressible que le liquide (qui est souvent considéré incompressible). Par exemple, le son se propage exactement à 1 482,343 m/s (5 336,435 km/h) dans l'eau pure à 20 °C, approximativement à 340 m/s (1 224 km/h) dans l'air à 15 °C et à environ 1 500 m/s (5 400 km/h) dans l'eau de mer.
Cette propriété est notamment utilisée pour déterminer la qualité d'un béton, car une propagation plus rapide signifie que le béton contient peu de bulles d'air (la vitesse du son dans le béton est beaucoup plus élevée que dans l'air). La célérité dans l'eau de mer intervient notamment dans les systèmes de repérage des bancs de poissons et des sous-marins.
L'hygrométrie influe peu sur la vitesse du son dans l'air.

### Vitesse théorique maximale
En 2020 une équipe internationale de physiciens établit que la vitesse théorique maximum du son serait d'environ 36 km/s. Cette limite est calculée à partir de constantes physiques,.

### Dans un fluide

#### Dans un fluide quelconque
Sans onde de cisaillement, la vitesse du son se propage seulement par compression. Si le son n'est pas trop fort ({\displaystyle \Delta P_{\text{sonore}}\ll P_{\text{ambiant}}}), la compression et la détente du fluide peuvent être considérées comme étant isentropiques et la vitesse du son est :
La racine carrée de la dérivée partielle de la pression {\displaystyle P} par la masse volumique {\displaystyle \rho } à entropie {\displaystyle S} constante.
La célérité du son dans un fluide peut être aussi exprimée en une fonction du coefficient de compressibilité isentropique {\displaystyle \chi _{S}=-{1 \over V}\left({\partial V \over \partial P}\right)_{S}} selon :

#### Dans un gaz parfait

##### Formules générales
La vitesse du son dans un gaz parfait est fonction du coefficient de Laplace {\displaystyle \gamma } (gamma), de la masse volumique {\displaystyle \rho } ainsi que de la pression {\displaystyle P} du gaz et se calcule théoriquement ainsi :
avec :
- {\displaystyle \gamma ={C_{P} \over C_{V}}}, coefficient de Laplace ;
- {\displaystyle C_{P}} et {\displaystyle C_{V}}, les capacités thermiques respectivement isobare et isochore.

La vitesse du son peut être aussi calculée à l'aide de la constante spécifique du gaz parfait {\displaystyle R_{s}={R \over M}} (avec {\displaystyle M} la masse molaire et {\displaystyle R} la constante universelle des gaz parfaits) et de {\displaystyle T}, la température thermodynamique en kelvins (K), :
La formule (I) montre que la célérité du son {\displaystyle c} dans un gaz parfait est inversement proportionnelle à la racine carrée de la masse volumique ; la formule (II) montre également qu'elle est indépendante de la pression du gaz et de la fréquence, mais qu'elle est proportionnelle à la racine carrée de la température. L'indépendance de la vitesse du son par rapport à la pression du gaz n'est toutefois vérifiée que pour des pressions voisines de la pression atmosphérique normale (condition d'application de la loi des gaz parfaits).
La constante {\displaystyle R_{\mathrm {s} }} est une grandeur indépendante de la température. Le coefficient adiabatique {\displaystyle \gamma } dépend peu de la température {\displaystyle T}. Les valeurs du ratio {\displaystyle \gamma } sont approximativement égales à :
- {\displaystyle \gamma } = 5/3 = 1,67 pour les gaz parfaits monoatomiques ;
- {\displaystyle \gamma } = 7/5 = 1,40 pour les gaz parfaits diatomiques ;
- {\displaystyle \gamma } = 1,33 pour les gaz parfaits polyatomiques.

##### Formules approchées pour l'air
Pour l'air, composé principalement de dioxygène et de diazote, gaz diatomiques :
- {\displaystyle R_{\mathrm {s,air} }} = 287 J kg−1 K−1 ;
- {\displaystyle \gamma _{\mathrm {air} }} = 1,4.

Avec l'équation (II), on obtient la vitesse théorique du son dans l'air sec assimilé à un gaz parfait en m/s en fonction de la température en kelvins :
La vitesse {\displaystyle c_{\mathrm {air} }} est exprimée en m/s, la température {\displaystyle T} en kelvin (K).
Les différences entre auteurs proviennent principalement de la prise en compte de constituants mineurs de l'air, principalement l'argon et le gaz carbonique, et des incertitudes qui affectent les calculs des constantes. L'air n'étant pas un gaz parfait, ces formules ne donnent qu'un résultat approximatif. Des calculs plus raffinés tiennent compte des interactions entre molécules (viriel) et apportent des correctifs. De ce fait, la pression et la fréquence affectent les dernières décimales.
Au voisinage de la température ambiante, la célérité du son dans l'air peut être approchée par la linéarisation suivante :
où {\displaystyle \theta } (thêta) est la température en degrés Celsius (°C) : {\displaystyle \theta =T-273{,}15}. On peut simplifier cette formule en : {\displaystyle c_{\mathrm {air} }=331+0{,}6\cdot \theta }.
La vitesse du son dans l'air augmente faiblement avec l'humidité, la différence pouvant atteindre un peu plus d'un mètre par seconde. L'air est un milieu faiblement dispersif, surtout s'il est humide. La vitesse augmente peu avec la fréquence, l'écart ne dépassant guère 0,1 m/s dans le spectre audible, mais peut être sensible pour les ultrasons à haute fréquence.

##### Relation entre vitesse du son et vitesse des molécules de gaz
La masse volumique {\displaystyle \rho } d'un gaz parfait vaut :
{\displaystyle \rho ={PM \over RT}}
avec :
- {\displaystyle P} la pression ;
- {\displaystyle M} la masse molaire du gaz ;
- {\displaystyle R} la constante universelle des gaz parfaits.

En remplaçant {\displaystyle \rho } dans l'équation (I), on a par conséquent :
{\displaystyle c={\sqrt {\gamma {RT \over M}}}}
La vitesse quadratique moyenne {\displaystyle {\hat {v}}} des molécules d'un gaz parfait est corrélée à la température selon, :
{\displaystyle {\hat {v}}={\sqrt {3{RT \over M}}}}
On a donc la relation :
Dans le cas d'un gaz parfait diatomique comme l'air {\displaystyle \gamma =7/5}, on a par conséquent :
{\displaystyle c\approx 0,683\,{\hat {v}}}
Cette relation montre que dans l'air la vitesse du son est inférieure à la vitesse quadratique moyenne des molécules du gaz au repos. En application, à 20 °C, avec {\displaystyle M} = 28,965 g mol−1, on obtient :
- {\displaystyle c} = 343,2 m s−1 ;
- {\displaystyle {\hat {v}}} = 502,4 m s−1.

#### Dans un gaz de van der Waals
La vitesse du son dans un gaz de van der Waals est fonction de deux variables thermodynamiques indépendantes, classiquement la température {\displaystyle T} et le volume molaire {\displaystyle {\bar {V}}} :
avec :
- {\displaystyle \gamma } l'indice adiabatique, dépendant du fluide considéré ;
- {\displaystyle M} la masse molaire, dépendant du fluide considéré ;
- {\displaystyle a} et {\displaystyle b}, deux paramètres propres à l'équation d'état de van der Waals, dépendant du fluide considéré ;
- {\displaystyle R} la constante universelle des gaz parfaits.

Si l'on définit :
- {\displaystyle a'={a \over M^{2}}} et {\displaystyle b'={b \over M}} ;
- {\displaystyle R_{s}={R \over M}}, la constante spécifique du gaz ;
- {\displaystyle \rho ={M \over {\bar {V}}}}, la masse volumique,

si l'on considère d'autre part que {\displaystyle c_{P}-c_{V}\approx R_{s}}, la relation de Mayer pour les gaz parfaits (ce qui n'est pas rigoureux pour un gaz de van der Waals), avec :
- {\displaystyle c_{P}} et {\displaystyle c_{V}} les capacités thermiques spécifiques (ou massiques) ;
- {\displaystyle \gamma ={C_{P} \over C_{V}}={c_{P} \over c_{V}}\approx {R_{s} \over c_{V}}+1},

alors on a approximativement :

#### Fluides diphasiques
Dans le cas d'un fluide diphasique (bulles d'air dans l'eau liquide par exemple), la vitesse du son se trouve fortement modifiée. Le calcul de la vitesse du son est alors assez complexe et dépend notamment des relations qui unissent les deux fluides (par exemple, dans le cas d'un liquide avec des bulles de vapeur, il faudra prendre en compte les changements de phase).
Néanmoins, un résultat général peut être donné. La vitesse du son dans ce mélange est bien inférieure à la plus petite des deux vitesses dans les milieux séparés. Par exemple, pour un mélange eau/vapeur la vitesse du son est autour de 30 m/s pour un taux de présence de 0,5. Cela s'explique en considérant la masse volumique moyenne du mélange, qui est comprise entre celle de l'eau et celle de la vapeur, et la compressibilité (ou la constante d'élasticité moyenne) qui est elle aussi comprise entre celle de l'eau et celle de la vapeur. En introduisant les bulles de vapeur dans l'eau, on a tout à la fois diminué la masse volumique moyenne du milieu (cette modification, seule, tend à augmenter la vitesse du son) et augmenté sa compressibilité (cette modification, seule, diminue la vitesse du son). Mais on a beaucoup plus augmenté la constante élastique que diminué la masse volumique. C'est pourquoi on a obtenu une vitesse du son plus faible dans ce mélange que dans l'eau pure.

### Dans un solide
Dans un solide, la vitesse des ondes mécaniques est dépendante de la masse volumique {\displaystyle \rho } et des constantes d'élasticité. Des ondes tant longitudinales que transverses peuvent se propager (ondes P et S en sismologie) dont les vitesses sont données par :
où :
- {\displaystyle c_{\mathrm {l} }} désigne la vitesse longitudinale ;
- {\displaystyle c_{\mathrm {t} }} désigne la vitesse transversale ;
- {\displaystyle E} désigne le module de Young ;
- {\displaystyle \nu } est le coefficient de Poisson du matériau.

## Exemples

### Dans l'air

#### En fonction de la température
La table suivante présente l'évolution de quelques propriétés de l'air sec sous une pression d'une atmosphère en fonction de la température, avec :
- {\displaystyle \theta } la température ;
- {\displaystyle c} la vitesse du son ;
- {\displaystyle \rho } la masse volumique ;
- {\displaystyle Z} l'impédance acoustique.

En italique sont reportées les vitesses calculées au moyen de la formule :
{\displaystyle c=331,5+0,607\cdot \theta }
| {\displaystyle \theta } en °C | {\displaystyle c} en m/s | {\displaystyle \rho } en kg/m3 | {\displaystyle Z} en N s/m3 |
| ----------------------------- | ------------------------ | ------------------------------ | --------------------------- |
| −10                           | 325,4                    | 1,341                          | 436,5                       |
| −5                            | 328,4 328,5              | 1,316                          | 432,4                       |
| 0                             | 331,5                    | 1,293                          | 428,3                       |
| +5                            | 334,5                    | 1,269                          | 424,5                       |
| +10                           | 337,5 337,6              | 1,247                          | 420,7                       |
| +15                           | 340,5 340,6              | 1,225                          | 417,0                       |
| +20                           | 343,4 343,6              | 1,204                          | 413,5                       |
| +25                           | 346,3 346,7              | 1,184                          | 410,0                       |
| +30                           | 349,2 349,7              | 1,164                          | 406,6                       |

#### En fonction de l'altitude
La table suivante présente l'évolution de quelques propriétés de l'air en fonction de l'altitude en atmosphère ISA, avec :
- {\displaystyle \theta } la température ;
- {\displaystyle P} la pression ;
- {\displaystyle c} la vitesse du son ;
- {\displaystyle \rho } la masse volumique.

| Altitude en m | {\displaystyle \theta } en °C | {\displaystyle P} en kPa | {\displaystyle c} en m/s | {\displaystyle \rho } en kg/m3 |
| ------------- | ----------------------------- | ------------------------ | ------------------------ | ------------------------------ |
| 0             | 15,00                         | 101,33                   | 340,3                    | 1,225                          |
| 200           | 13,70                         | 98,95                    | 339,5                    | 1,202                          |
| 400           | 12,40                         | 96,61                    | 338,8                    | 1,179                          |
| 600           | 11,10                         | 94,32                    | 338,0                    | 1,156                          |
| 800           | 9,80                          | 92,08                    | 337,2                    | 1,134                          |
| 1 000         | 8,50                          | 89,88                    | 336,4                    | 1,112                          |
| 2 000         | 2,00                          | 79,50                    | 332,5                    | 1,007                          |
| 3 000         | −4,49                         | 70,12                    | 328,6                    | 0,909                          |
| 4 000         | −10,98                        | 61,66                    | 324,6                    | 0,819                          |
| 6 000         | −24,0                         | 47,22                    | 316,5                    | 0,660                          |
| 8 000         | −36,9                         | 35,65                    | 308,1                    | 0,526                          |
| 10 000        | −49,9                         | 26,50                    | 299,5                    | 0,414                          |
| 12 000        | −62,9                         | 19,40                    | 295,1                    | 0,312                          |

### Pour différents matériaux
La table suivante donne la vitesse du son dans quelques milieux différents dans les conditions normales de température et de pression.
| Matériau         | {\displaystyle c} en m/s |
| ---------------- | ------------------------ |
| Air              | 340                      |
| Toluène          | 926                      |
| Acétone          | 1 120                    |
| Xylol            | 1 165                    |
| Alcool           | 1 195                    |
| Benzine          | 1 202                    |
| Pétrole          | 1 275                    |
| Eau              | 1 480                    |
| Acide sulfurique | 1 677                    |
| Béton            | 3 100                    |
| Acier            | 5 600                    |
| Diamant          | 18 000                   |